# Sangue e metallo giallo
Sangue e metallo giallo (The Yellow Mountain) è un film del 1954 diretto da Jesse Hibbs.
È un western statunitense con Lex Barker, Mala Powers e Howard Duff. È basato sul racconto breve Nevada Gold di Harold Channing Wire pubblicato sul Blue Book Magazine.

## Produzione
Il film, diretto da Jesse Hibbs su una sceneggiatura di George Zuckerman e Russell S. Hughes e un soggetto di Harold Channing Wire, fu prodotto da Ross Hunter per la Universal Pictures e girato nei pressi del deserto del Mojave, California, dal 18 marzo all'aprile del 1954. Il titolo di lavorazione fu Nevada Gold.

## Distribuzione
Il film fu distribuito con il titolo The Yellow Mountain negli Stati Uniti dal 16 novembre 1954 al cinema dalla Universal Pictures.
Altre distribuzioni:
- in Svezia il 12 aprile 1955 (Där våldet var lag)
- in Germania Ovest il 29 aprile 1955 (Gold aus Nevada)
- in Austria nel maggio del 1955 (Gold aus Nevada)
- in Danimarca il 2 gennaio 1956 (Det gule bjerg)
- in Francia il 24 ottobre 1956 (La montagne jaune)
- in Portogallo il 30 settembre 1957 (Ouro e Sangue)
- in Belgio (Het goud van Nevada)
- in Belgio (L'or du Nevada)
- in Brasile (Morro da Traição)
- in Brasile (O Morro da Traição)
- in Spagna (Ambición maldita)
- in Grecia (OI daimones tou kitrinou vounou)
- in Italia (Sangue e metallo giallo)

## Promozione
La tagline è: When Frontier Flamed With The Lure Of Gold... And A Woman's Unclaimed Lips.

## Curiosità
La locandina del film si può vedere in Le notti di Cabiria di Fellini (nella scena in cui la protagonista acquista il biglietto per lo spettacolo del mago).